# 라이언 파크

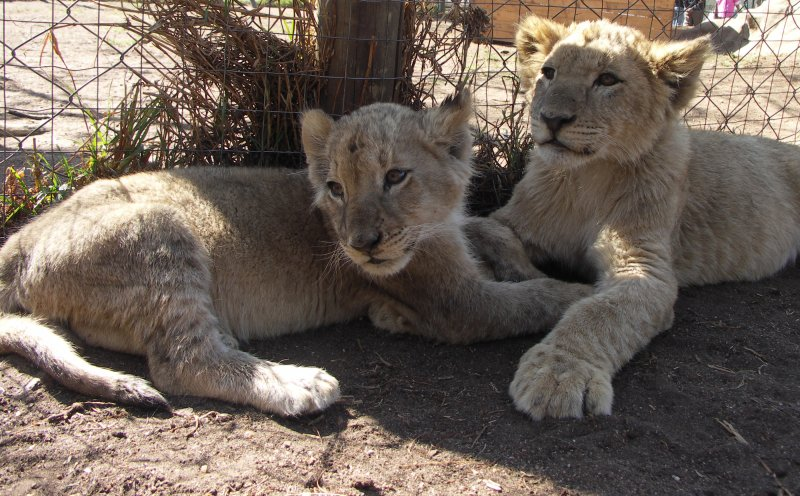
라이언파크의 트란스발 사자

라이언파크(Lion Park)는 남아프리카 공화국 하우텡 주에 위치한 사파리 공원이다.

## 개요
사자 80마리 이상, 치타, 리카온, 하이에나, 자칼 등의 육식 동물과 아프리카 원산의 다양한 종류의 동물 등이 사육되고 있다.

## 사고
2015년 6월 1일, 미국의 시각 효과 기술자 캐서린 채플이 사자에게 공격받아 사망하였다.